# Russula subsect. Lilaceinae
Russula subsect. Lilaceinae ist eine Untersektion aus der Gattung Russula, die innerhalb der Sektion Lilacea steht. Das Taxon Lilaceinae wurde 1927 von Melzer & Zvára definiert und sowohl von Romagnesi als auch von Bon übernommen. Bei Bon hat es den Rang einer Untersektion und steht zusammen mit dem Schwestertaxon Roseinae in der Sektion Lilacea (Melzer & Zvára) Konrad. & Joss. Bei Romagnesi steht das Taxon im Rang einer Sektion in der Untergattung Incrustatula 1987.
Die Typusart ist der Rotstielige Reif-Täubling (Russula lilacea).

## Merkmale

### Makroskopische Merkmale
Bei den Vertretern der Untersektion handelt es sich um mehr oder weniger mittelgroße Arten, deren matter bis feinsamtiger Hut rot, blau oder violett gefärbt sein kann. Die rothütigen Arten haben im Gegensatz zu den Arten der Untersektion Roseinae eine mattere Hutoberfläche, die manchmal auch bereift oder feinschuppig sein kann. Der Hauptunterschied zur Untersektion Roseinae ist, dass sich das Stielfleisch mit Sulfovanillin flüchtig bläulich-violett und nicht rötlich verfärbt. Das Sporenpulver ist weiß und das Fleisch schmeckt immer mild, selbst bei jungen Exemplaren, mitunter kann es aber leicht bitter schmecken. Mit Ausnahme des Weißblättrigen Reif-Täublings (Russula azurea) wachsen alle Arten im Laubwald.

### Mikroskopische Merkmale
Echte Pileozystiden fehlen. Sofern Pileozystiden-ähnliche Hyphen gefunden werden, können diese niemals mit Sulfovanillin oder Sulfobenzaldehyd angefärbt werden. Auch können in der unteren Huthautschicht oder in der Stielrinde keine anfärbbaren Milchröhren gefunden werden. Dafür kommen in der Huthaut säurefeste Primordialhyphen oder inkrustierte Hyphenzellen vor. Bei diesen Hyphen ist eine wachsartige Schicht auf die Zellwände aufgelagert, die mit Fuchsin angefärbt werden kann. Beim anschließenden Entfärben mit verdünnter Salzsäure wird der Farbstoff nicht wieder abgegeben, sondern bleibt als körnige Verkrustung haften. Die Hyphen der Huthaut enthalten keine Membranpigmente.
| Deutscher Artname            | Wissenschaftlicher Artname | Autorenzitat           |
| ---------------------------- | -------------------------- | ---------------------- |
| Weißblättriger Reif-Täubling | Russula azurea             | Bres. 1881             |
| Zinnoberroter Reif-Täubling  | Russula emeticicolor       | Jul. Schäff. 1934      |
| Fleischrosa Täubling         | Russula incarnata          | Quél. 1882 ss. J. Blum |
| Rotstieliger Reif-Täubling   | Russula lilacea            | Quél. 1876             |
| Rubinroter Täubling          | Russula zvarae             | Velen. 1922            |
| Milchweißer Täubling         | Russula lactea             | (Pers.) Bres. 1922     |